# George Wyner
George Wyner (Nascido em 20 de Outubro de 1945) é um ator estadunidense. É casado com Kathleen Jacobs desde 1973.

## Biografia
Wyner nasceu e foi criado em Boston em  Massachusetts, e graduou-se pela Universidade de Syracuse. Sua atuação na TV e no cinema iniciou em 1972. Uns dos seus papeis mais notáveis na TV foi como o personagem Ada Irwin Bernstein na serie Hill Street Blues e como Roy Cohn em Gunner Joe. Já no cinema é conhecido por interpretar o coronel Sandurz em SOS-Tem hum Louco Solto no Espaço.

## Trabalhos na TV
- ER (série)
- Days of our Lives
- Without a Trace
- Two and a Half Men
- Nip/Tuck
- The West Wing
- Stargate SG-1
- Malcolm in the Middle
- Dharma & Greg
- Sabrina, the Teenage Witch
- Bones (série)
- House, M.D
- Desperate Housewives
- Malcolm & Eddie
- The Practice
- Walker, Texas Ranger
- The Larry Sanders Show
- Murphy Brown
- Boy Meets World
- Murder, She Wrote
- Coach (série)
- Married... with Children
- Perfect Strangers
- Step by Step
- Man of the People
- Quantum Leap
- The Golden Girls
- The Famous Teddy Z
- Good Advice
- It's a Living
- The Fall Guy
- Hail to the Chief
- Nero Wolfe
- Matt Houston
- The A-Team
- Fantasy Island
- Lou Grant
- Soap
- Alice (série)
- Quincy M.E.
- WKRP in Cincinnati
- She's the Sheriff
- At Ease
- Emergency!
- Kaz
- All in the Family
- M*A*S*H (série de TV)
- Kojak
- The Rockford Files
- Charlie's Angels
- Baa Baa Black Sheep
- Hawaii Five-O
- McMillan & Wife
- Sanford and Son
- Ellery Queen
- Columbo
- Adam's Rib
- Ironside
- The Odd Couple
- Melissa and Joey

## Filmografia
- To Be or Not to Be
- Spaceballs
- My Favorite Year
- Fletch
- Fletch Lives
- The Postman
- American Pie 2
- The Devil's Advocate as Meisel
- A Serious Man
- The Bad News Bears
- How to Be a Serial Killer
- Quincy M.E.